# MK 112
Die MK 112 war eine deutsche Maschinenkanone. 1945 wurden nur wenige Prototypen von Rheinmetall-Borsig gefertigt.
Die MK 112 hatte ein Kaliber von 55 mm und verschoss damit wesentlich größere Granaten als die 30-mm-MK 108. Die Kadenz war jedoch deutlich geringer (300 Schuss/min im Vergleich zu etwa 600–660 Schuss/min der MK 108). Wahrscheinlich sollte diese Bordkanone die MK 108, die Standardbewaffnung der deutschen Jagdflugzeuge, ersetzen. Diese großkalibrige MK war vor allem zur Bekämpfung von schweren Bombern konzipiert, für Luftkämpfe mit den Begleitjägern wäre die Feuergeschwindigkeit zu gering gewesen. Beschusstests mit der BK5 (5-cm-Bordkanone der Messerschmitt-Me-210-Vorläufervariante der 50-mm-Kanone MK 214 A) zeigten, dass ein einziger Treffer (mit Minengranaten) einen Bomber zerstören konnte. Bei einer Schussfolge von fünf Granaten pro Sekunde hätte diese Waffe den alliierten Bombenflugzeugen im Vergleich zu den auf deutscher Seite im Einsatz befindlichen Bordwaffen erheblich höhere Verluste beigebracht.

## Technische Daten
- Typ: einläufige Maschinenkanone
- Kaliber: 55 mm
- Gewicht: 271 kg
- Länge: 2012 mm
- Kadenz: 300 Schuss/Minute
- Mündungsgeschwindigkeit: 600 m/s